# Petroplus
 (décembre 2018).
Petroplus est un ancien raffineur privé en Europe, dont le siège est situé à Zoug (Suisse). Le groupe Petroplus s'est agrandi très rapidement depuis sa création en 1993, et a racheté aux majors pétroliers plusieurs raffineries européennes. Elle a cessé ses activités en 2012.

## Histoire
Petroplus Holdings, née en 1993 comme société anonyme à la Bourse d'Amsterdam, a acquis sept raffineries en Europe dont les plus importantes du groupe Shell, dont ce groupe voulait se séparer. En 2005, le groupe d’investissements américain Carlyle l’a acquise, pour plus de 500 M€, dans le but de « doubler la taille de l'entreprise, dans les deux-trois [années suivantes] » - T. O’Malley, PDG de Petroplus Holdings, 2005. Depuis novembre 2007, Petroplus Holdings a de nouveau le statut de société anonyme, à la bourse de Zurich, y ayant réalisé la plus importante introduction depuis 2001. Le groupe Carlyle en détient 57 % des parts.
En 2008, l'expansion de la Holding ne semblait pas près de s'éteindre, puisque le groupe affichait des projets ambitieux et prévoyait des investissements importants pour ses différentes sociétés de raffinage. Mais la Grande Récession de 2008 et la chute de la demande en produits pétroliers a entraîné une surcapacité de raffinage en Europe. Après la fermeture de la raffinerie de Teesside (Royaume-Uni), Petroplus contrôle encore 4,4 % de la capacité de raffinage en Europe. Le 27 décembre 2011, le directeur financier de la Holding Joseph Watson déclare que l'entreprise ne peut plus acheter de pétrole à cause du gel par les banques d'une ligne de crédit d'un milliard de dollars, cette annonce eut pour effet de faire chuter l'action en bourse de Petroplus,. Dans la foulée, la note du groupe se voit abaissée fin 2011 par l'agence de notation Standard & Poor's de « B » à « CCC+ ». Le spectre de la faillite plane alors sur la société, qui devient ainsi une proie facile pour des OPA.
Après avoir trouvé un accord provisoire de financement avec ses créanciers, le groupe affirme étudier « les alternatives stratégiques » pour ses raffineries d'Anvers et de Cressier ; entre autres solutions, la vente est envisagée.
Le groupe Petroplus Holdings décide finalement la mise en vente de la raffinerie de Petit-Couronne en France le 20 janvier 2012 (déjà mise à l'arrêt en ce même début de mois). Ses raffineries suisse et belge sont également mises à l'arrêt dans la foulée.
La cotation de l'action du groupe s'effondre le 24 janvier 2012 (baisse de 83 %) et le groupe se déclare en faillite, laissant ainsi dans le flou ses cinq raffineries européennes. Des repreneurs potentiels gravitent autour de cette institution ayant des atouts en France, Allemagne et Angleterre notamment.
Petroplus cède sa raffinerie d'Anvers à l'entreprise Gunvor en mai, puis celle d'Ingolstadt quelques mois plus tard, toujours au même acquéreur.
Quelques personnes évoquent des difficultés d'approvisionnement en produits pétroliers de la Suisse à la suite de la fermeture de la raffinerie de Cressier. Les transports par les ports suisses de Muttenz-Au et de Birsfelden via le Rhin pourraient pallier la fermeture de la raffinerie de Cressier. Le coût du démantèlement de la raffinerie de Cressier est estimé à CHF 85 millions. Mais le 4 juillet 2012 est annoncée la reprise des activités de la raffinerie de Cressier par Varo Energy Holding, société spécialement fondée pour le rachat et détenue à 75 % par Vitol, négociant pétrolier, et à 25 % par Atlas Invest, investisseur privé.
Alors que la décision du tribunal de commerce de Rouen sur le sort de la raffinerie de Petit-Couronne doit être annoncée le 24 juillet 2012, 6 mois après la mise en redressement judiciaire de l'entreprise, deux offres de reprise finalisées ont été déposées et cinq dossiers sont constituées au 9 juillet 2012.
Placée en liquidation judiciaire le 16 octobre 2012 à la suite du rejet de ces offres, l'activité se poursuit finalement sur ce site en attendant une éventuelle nouvelle piste. Fin novembre, des négociations ont lieu avec le groupe NetOil pour reprendre le site en sauvegardant les emplois. Début décembre 2012, Tadbir Energy, une société iranienne, filiale de la fondation Imam Khomeiny, dépose une offre de reprise de la raffinerie. Le 16 avril 2013, le tribunal de commerce de Rouen a prononcé la fermeture du site avec pour effet la cessation d'activité définitive de la société, préférant ne pas donner l'outil de production laissant 550 emplois.
Le 17 septembre 2012 la décision du tribunal de commerce de Strasbourg sur le sort de la raffinerie de Reichstett est annoncée à la suite de l'arrêt de sa production depuis avril 2011. Elle est cédée à plusieurs entrepreneurs pour différents projets de reconversion : la partie Sud est acquise par la société Wagram Terminal pour en faire un dépôt pétrolier ; les terres agricoles à l'Ouest sont vendues à la SAFER ; une petite partie de l'extrême Sud-Est continue d'être exploité par l'entreprise Butagaz à des fins de stockage ; le reste a été repris par la société Brownfield. Cette dernière société souhaite en faire un parc d'activité "nouvelle génération", en partenariat avec l’Eurométropole de Strasbourg et la Région Grand Est.

## Sites du groupe Petroplus
Raffineries de pétrole
- Coryton Refinery (en), à Thurrock (Essex / Royaume-Uni) +/- 1000 emplois
- Ingolstadt (Allemagne)
- Anvers (Belgique), raffinerie BRC +/- 230 emplois

### Anciennes raffineries reconverties
- Reichstett (France), conversion en dépôt pétrolier, détenu par le groupe Rubis
- Petit-Couronne (France), +/- 550 emplois
- Teesside (en) (Royaume-Uni), convertie en 2009 en dépôt pétrolier